# فهرست نمایندگان دوره نخست مجلس سنای ایران
در زیر فهرستی از نمایندگان دورهٔ اول مجلس سنای ایران آمده‌است. این دوره از مجلس سنا از ۲۰ بهمن ۱۳۲۸ تا ۲۸ آبان ۱۳۳۲ دایر بود.

## سناتورهای انتصابی
| شمارهٔ ردیف | حوزهٔ انتخابیه | نام و شهرت                      | توضیحات |
| ---------- | ------------- | ------------------------------- | --- |
| ۱          | تهران         | نصرالله صبا (مختارالملک)        | کارپرداز تا ۲۱ فروردین ۱۳۳۰                                                                                               |
| ۲          | تهران         | قاسم قاسم‌زاده                   | |
| ۳          | تهران         | عزیزالله ضرغامی                 | |
| ۴          | تهران         | محمد نخجوان                     | |
| ۵          | تهران         | احمد امیراحمدی                  | |
| ۶          | تهران         | علی حق‌نویس                      | |
| ۷          | تهران         | نصرالله خلعتبری (اعتلاءالملک)   | |
| ۸          | تهران         | انوشیروان سپهبدی                | |
| ۹          | تهران         | محمود حسابی                     | منشی - در ۳۰ آذر ۱۳۳۰ وزیر فرهنگ شد و علی دشتی جایگزین او شد.                                                             |
| ۱۰         | تهران         | امیر خان امیراعلم               | |
| ۱۱         | تهران         | صادق صادق (مستشارالدوله)        | |
| ۱۲         | تهران         | عبدالمهدی طباطبائی              | کارپرداز مجلس از اول آبان ۱۳۳۰                                                                                            |
| ۱۳         | تهران         | صادق رضازاده شفق                | عضو کمیسیون خلع ید از شرکت نفت ایران و انگلیس                                                                             |
| ۱۴         | تهران         | سید باقر کاظمی (مهذب‌الدوله)     | در ۱۲ اردیبهشت ۱۳۳۰ وزیر امور خارجه شد                                                                                    |
| ۱۵         | تهران         | سید جواد امامی (ظهیرالاسلام)    | |
| ۱۶         | اصفهان        | سید کاظم جلیلی                  | |
| ۱۷         | اهواز         | محمدعلی نظام مافی (نظام‌السلطنه) | |
| ۱۸         | تبریز         | ابوالفتح والاتبار (حشمت‌الدوله)  | |
| ۱۹         | تبریز         | مصطفی عدل (منصورالسلطنه)        | در ۲۱ تیر ۱۳۲۹ درگذشت و علی هیئت جایگزین او شد. علی هیئت از ۱۲ اردیبهشت ۱۳۳۰ وزیر دادگستری شد و در مهر ۱۳۳۰ به سنا بازگشت |
| ۲۰         | رشت           | عیسی سروش                       | در شهریور ۱۳۳۰ درگذشت |
| ۲۱         | رضائیه        | محمد ساعد مراغه‌ای               | سید مهدی فرخ جایگزین او شد.                                                                                               |
| ۲۲         | ساری          | اسماعیل سنگ                     | کارپرداز |
| ۲۳         | شیراز         | امان‌الله جهانبانی               | |
| ۲۴         | شیراز         | محمد ناصر قشقائی                | |
| ۲۵         | کرمان         | محمدمهدی محوی (ابتهاج‌السلطان)   | در آبان ۱۳۳۰ درگذشت |
| ۲۶         | کرمانشاه      | علی دیوان‌بیگی                   | |
| ۲۷         | قزوین         | محمدعلی مقدم                    | |
| ۲۸         | مشهد          | حسن مسعودی خراسانی (سالار مؤید) | |
| ۲۹         | مشهد          | بدیع‌الزمان فروزانفر             | منشی |
| ۳۰         | همدان         | فضل‌الله زاهدی                   | در ۲۹ اسفند ۱۳۲۹ وزیر کشور شد و در امرداد ۱۳۳۰ به سنا بازگشت                                                              |

## سناتورهای انتخابی
| شمارهٔ ردیف | حوزهٔ انتخابیه | نام و شهرت                           | توضیحات                                                                                              |
| ---------- | ------------- | ------------------------------------ | --- |
| ۱          | تهران         | احمد متین‌دفتری                       | عضو کمیسیون خلع ید از شرکت نفت ایران و انگلیس                                                        |
| ۲          | تهران         | عیسی صدیق (صدیق اعلم)                | |
| ۳          | تهران         | محمد سروری                           | عضو کمیسیون خلع ید از شرکت نفت ایران و انگلیس                                                        |
| ۴          | تهران         | سید حسن تقی‌زاده                      | رئیس مجلس                                                                                            |
| ۵          | تهران         | جواد بوشهری (امیر همایون)            | در ۱۲ اردیبهشت ۱۳۳۰ وزیر راه شد و ابوالفضل لسانی جایگزین او شد. لسانی به جای دکتر حسابی منشی مجلس شد |
| ۶          | تهران         | ابوالقاسم نجم (نجم‌الملک)             | عضو کمیسیون خلع ید از شرکت نفت ایران و انگلیس                                                        |
| ۷          | تهران         | عبدالحسین نیک‌پور                     | |
| ۸          | تهران         | حسنعلی کمال هدایت (نصرالملک)         | نایب رئیس تا ۲۱ فروردین ۱۳۳۰                                                                         |
| ۹          | تهران         | عباس مسعودی                          | |
| ۱۰         | تهران         | ابراهیم خواجه‌نوری                    | |
| ۱۱         | تهران         | حسین نقوی                            | منشی                                                                                                 |
| ۱۲         | تهران         | سعید مالک (لقمان‌الملک)               | نایب رئیس مجلس از ۲۱ فروردین ۱۳۳۱                                                                    |
| ۱۳         | تهران         | مهدی ملک‌زاده                         | نایب رئیس مجلس از ۲۱ فروردین ۱۳۳۰ تا ۲۱ فروردین ۱۳۳۱                                                 |
| ۱۴         | تهران         | ابراهیم حکیمی (حکیم الملک)           | رئیس سنی                                                                                             |
| ۱۵         | تهران         | اسدالله یمین اسفندیاری (یمین‌الممالک) | |
| ۱۶         | اصفهان        | مهدی مشیر فاطمی (عماد‌السلطنه)        | |
| ۱۷         | اهواز         | امیرحسین ایلخان ظفر                  | |
| ۱۸         | تبریز         | اسدالله مامقانی                      | |
| ۱۹         | تبریز         | قاسم اهری                            | |
| ۲۰         | رشت           | حسین سمیعی (ادیب‌السلطنه)             | |
| ۲۱         | رضائیه        | جواد امامی                           | |
| ۲۲         | ساری          | حسین دادگر (عدل‌الملک)                | |
| ۲۳         | شیراز         | ابراهیم قوام (قوام‌الملک)             | |
| ۲۴         | شیراز         | محمدمهدی نمازی                       | |
| ۲۵         | کرمان         | عطاءالله روحی (عطاءالملک)            | کارپرداز از ۲۱ فروردین ۱۳۳۰                                                                          |
| ۲۶         | کرمانشاه      | فرج‌الله آصف (سردار معظم)             | |
| ۲۷         | قزوین         | ابراهیم افخمی (امیر اشرف)            | کارپرداز                                                                                             |
| ۲۸         | مشهد          | سید محمد تدین                        | در ۲۴ آبان ۱۳۳۰ درگذشت و سلطان احمد راد جایگزین او شد.                                               |
| ۲۹         | مشهد          | علی مؤید ثابتی                       | منشی                                                                                                 |
| ۳۰         | همدان         | مرتضی‌قلی بیات (سهام‌السلطان)          | عضو کمیسیون خلع ید از شرکت نفت ایران و انگلیس                                                        |